# Mai Nakachi
Mai Nakachi (jap. 中地 舞, Nakachi Mai; * 16. Dezember 1980 in der Präfektur Chiba) ist eine ehemalige japanische Fußballspielerin.

## Karriere

### Verein
Sie begann ihre Karriere bei Nippon TV Beleza, wo sie von 1997 bis 2010 spielte. 2010 beendete sie Spielerkarriere.

### Nationalmannschaft
Nakachi wurde 1997 in den Kader der japanischen Nationalmannschaft berufen und kam bei der Asienmeisterschaft der Frauen 1997 zum Einsatz. Sie wurde in den Kader der Weltmeisterschaft der Frauen 1999 und 2003 berufen. Insgesamt bestritt sie 30 Länderspiele für Japan.

## Errungene Titel

### Mit Vereinen
- Nihon Joshi Soccer League: 2000, 2001, 2002, 2005, 2006, 2007, 2008, 2010

### Persönliche Auszeichnungen
- Nihon Joshi Soccer League Best XI: 2000, 2001, 2003, 2006